# Национален алианс (Папуа Нова Гвинея)
 Тази статия е за партията в Папуа Нова Гвинея.  За закритата партия в Италия вижте Национален алианс (Италия).  
Националният алианс (на английски: National Alliance) е политическа партия в Папуа Нова Гвинея.
Тя е основана през 1995 година и нейният лидер Майкъл Сомаре оглавява правителството от 2002 до 2011 година. След остри конфликти с доскорошния си коалиционен партньор Народен национален конгрес, на парламентарните избори през 2012 година партията заема четвърто място със 7 от 111 места в Националния парламент.